# Eutemnomastax striata
Eutemnomastax striata är en insektsart som beskrevs av Marius Descamps 1982. Eutemnomastax striata ingår i släktet Eutemnomastax och familjen Eumastacidae. Inga underarter finns listade i Catalogue of Life.